# فاني بورتر
فاني بورتر (بالإنجليزية: Fannie Porter)‏ هي بائعة هوى ‏ أمريكية، ولدت في 1873، وتوفيت في 1940.